# Coupe de Tunisie de football 2020-2021
 (septembre 2022).
Si vous disposez d'ouvrages ou d'articles de référence ou si vous connaissez des sites web de qualité traitant du thème abordé ici, merci de compléter l'article en donnant les références utiles à sa vérifiabilité et en les liant à la section « Notes et références ».
Navigation
Coupe de Tunisie 2019-2020 Coupe de Tunisie 2021-2022
La coupe de Tunisie de football 2020-2021 est la 64e édition de la coupe de Tunisie depuis 1956 et la 89e au total, une compétition à élimination directe mettant aux prises des centaines de clubs de football amateurs et professionnels à travers la Tunisie. Elle est organisée par la Fédération tunisienne de football.

## 1ertour
| Date du match | Équipe 1                              | Équipe 2                             | Score 90 min | Score Prol. | Tirs au but |
| ------------- | ------------------------------------- | ------------------------------------ | ------------ | ----------- | ----------- |
| 22 mai 2021   | Mareth Sport                          | Espoir sportif de Bou Hajla          | 1-0          | -           | -           |
| 22 mai 2021   | Association sportive de l'Ariana      | Stade sportif sfaxien                | 2-0          | -           | -           |
| 22 mai 2021   | Club sportif de Bembla                | Union sportive de Ksibet el-Médiouni | 1-1          | 1-1         | 5-3         |
| 22 mai 2021   | Football Club de Jérissa              | Stade sportif gafsien                | 1-1          | 1-1         | 3-4         |
| 22 mai 2021   | Club Ahly sfaxien                     | Espérance sportive de Zarzis         | 0-1          | -           | -           |
| 23 mai 2021   | Enfida Sports                         | Club sportif de Rouhia               | 2-1          | -           | -           |
| 23 mai 2021   | Football Club de Bizerte              | Club sportif de Hammam Lif           | 0-3          | -           | -           |
| 23 mai 2021   | Association sportive de Beni Khedache | Corail sportif de Tabarka            | 0-2          | -           | -           |
| 23 mai 2021   | Club sportif de Khniss                | Espoir sportif de Hammam Sousse      | 0-2          | -           | -           |
| 23 mai 2021   | Espoir sportif de Hazoua              | Croissant sportif de Redeyef         | 0-1          | -           | -           |
| 23 mai 2021   | Relais sportif de Bir Bouregba        | Club olympique des transports        | 1-1          | 1-1         | 6-7         |
| 23 mai 2021   | El Makarem de Mahdia                  | Baâth Sportif de Sidi Amor Bouhajla  | Forfait      | -           | -           |
| 23 mai 2021   | Espoir sportif de Rogba               | Avenir sportif de Gabès              | Forfait      | -           | -           |
| 23 mai 2021   | Union sportive de Carthage            | El Gawafel sportives de Gafsa        | Forfait      | -           | -           |

## Seizièmes de finale
| Date du match | Équipe 1                           | Équipe 2                         | Score 90 min | Score Prol. | Tirs au but |
| ------------- | ---------------------------------- | -------------------------------- | ------------ | ----------- | ----------- |
| 26 mai 2021   | Stade sportif gafsien              | Croissant sportif de Redeyef     | 0-0          | 0-0         | 5-4         |
| 26 mai 2021   | Club sportif sfaxien               | Club athlétique bizertin         | 2-1          | -           | -           |
| 25 mai 2021   | Union sportive de Carthage         | Union sportive de Borj Cédria    | 0-0          | -           | 4-5         |
| 25 mai 2021   | El Makarem de Mahdia               | Union sportive monastirienne     | 2-3          | -           | -           |
| 26 mai 2021   | Club olympique des transports      | Espoir sportif de Hammam Sousse  | 0-0          | 1-1         | 7-6         |
| 26 mai 2021   | Espoir sportif de Rogba            | Club sportif de Bembla           | 0-0          | 0-0         | 3-5         |
| 26 mai 2021   | Astre sportif de Zaouiet Sousse    | Espérance sportive de Zarzis     | 0-0          | 0-2         | -           |
| 26 mai 2021   | Espérance sportive de Tunis        | Étoile sportive du Sahel         | 0-1          | -           | -           |
| 26 mai 2021   | Union sportive de Menzel Bouzaiane | Association sportive de l'Ariana | 0-2          | -           | -           |
| 25 mai 2021   | Olympique de Béja                  | Union sportive de Tataouine      | 2-0          | -           | -           |
| 26 mai 2021   | Enfida Sports                      | Aigle sportif de Jilma           | 0-2          | -           | -           |
| 25 mai 2021   | Jeunesse sportive kairouanaise     | Étoile sportive de Métlaoui      | 0-0          | -           | 4-5         |
| 25 mai 2021   | Avenir sportif de Soliman          | Stade tunisien                   | 2-1          | -           | -           |
| 26 mai 2021   | Avenir sportif de Rejiche          | Union sportive de Ben Guerdane   | 0-1          | -           | -           |
| 26 mai 2021   | Mareth Sport                       | Corail sportif de Tabarka        | 1-2          | -           | -           |
| 26 mai 2021   | Club africain                      | Club sportif de Hammam Lif       | 3-1          | -           | -           |

## Huitièmes de finale
| Date du match | Équipe 1                         | Équipe 2                       | Score 90 min | Score Prol. | Tirs au but |
| ------------- | -------------------------------- | ------------------------------ | ------------ | ----------- | ----------- |
| 28 mai 2021   | Union sportive de Borj Cédria    | Union sportive monastirienne   | 1-4          | -           | -           |
| 28 mai 2021   | Stade sportif gafsien            | Club sportif sfaxien           | 0-2          | -           | -           |
| 30 mai 2021   | Club olympique des transports    | Club sportif de Bembla         | 0-0          | 0-0         | 4-3         |
| 30 mai 2021   | Aigle sportif de Jilma           | Étoile sportive de Métlaoui    | 0-1          | -           | -           |
| 30 mai 2021   | Association sportive de l'Ariana | Olympique de Béja              | 1-1          | 1-1         | 3-4         |
| 30 mai 2021   | Corail sportif de Tabarka        | Club africain                  | 1-2          | -           | -           |
| 30 mai 2021   | Avenir sportif de Soliman        | Union sportive de Ben Guerdane | 1-1          | 1-1         | 4-2         |
| 30 mai 2021   | Espérance sportive de Zarzis     | Étoile sportive du Sahel       | 1-0          | -           | -           |

## Quarts de finale
| Date du match | Équipe 1                      | Équipe 2                     | Score 90 min | Score Prol. | Tirs au but |
| ------------- | ----------------------------- | ---------------------------- | ------------ | ----------- | ----------- |
| 2 juin 2021   | Avenir sportif de Soliman     | Club africain                | 1-2          | -           | -           |
| 2 juin 2021   | Club sportif sfaxien          | Olympique de Béja            | 1-0          | -           | -           |
| 2 juin 2021   | Union sportive monastirienne  | Espérance sportive de Zarzis | 1-0          | -           | -           |
| 2 juin 2021   | Club olympique des transports | Étoile sportive de Métlaoui  | 1-0          | -           | -           |

## Demi-finales
| Date         | Équipe 1                      | Équipe 2                     | Score 90 min | Score Prol. | Tirs au but |
| ------------ | ----------------------------- | ---------------------------- | ------------ | ----------- | ----------- |
| 20 juin 2021 | Club africain                 | Union sportive monastirienne | 0-0          | 0-0         | 3-0         |
| 20 juin 2021 | Club olympique des transports | Club sportif sfaxien         | 0-2          | -           | -           |

## Finale
La finale de la coupe de Tunisie de football 2020-2021, entre le Club africain et le Club sportif sfaxien a lieu le 27 juin 2021 au stade municipal de Midoun,.
| Date         | Équipe 1      | Équipe 2             | Score 90 min | Score Prol. | Tirs au but |
| ------------ | ------------- | -------------------- | ------------ | ----------- | ----------- |
| 27 juin 2021 | Club africain | Club sportif sfaxien | 0-0          | 0-0         | 4-5         |

| Finale                   | Club africain (L1)                                                  | 0 – 0 ap          | Club sportif sfaxien (L1)                                      | Stade municipal de Midoun, Midoun                                                   |                                                                                     |
| 27 juin 2021 16:00 UTC+1 |                                                                     | (0 – 0)           |                                                                | Diffuseur : Télévision tunisienne 1 Al-Kass Sports Channel Arbitrage : Mehrez Melki | Diffuseur : Télévision tunisienne 1 Al-Kass Sports Channel Arbitrage : Mehrez Melki |
| 27 juin 2021 16:00 UTC+1 | Rapport                                                             |                   |                                                                | Diffuseur : Télévision tunisienne 1 Al-Kass Sports Channel Arbitrage : Mehrez Melki | Diffuseur : Télévision tunisienne 1 Al-Kass Sports Channel Arbitrage : Mehrez Melki |
| 27 juin 2021 16:00 UTC+1 | Dhaouadi · Ifa · Agrebi · Labidi · Ben Yahia · Khalifa · Ben Zghada | Tirs au but 4 - 5 | Harzi · Jouini · Karoui · Ben Ali · Soulah · Kouakou · Dagdoug | Diffuseur : Télévision tunisienne 1 Al-Kass Sports Channel Arbitrage : Mehrez Melki | Diffuseur : Télévision tunisienne 1 Al-Kass Sports Channel Arbitrage : Mehrez Melki |